# Lobsang Chökyi Gyaltsen
Lobsang Chökyi Gyaltsen (1570-1662) was de vierde pänchen lama van Tibet en de eerste die onder de erenaam bekend is geworden.
Lobsang Chökyi Gyaltsen en zijn voorgangers waren abt van het Tashilhunpo-klooster. Tijdens het bewind van de vijfde dalai lama Ngawang Lobsang Gyatso kreeg hij de erenaam pänchen lama, omdat hij de 5e dalai lama had opgeleid en hij werd verantwoordelijk voor de dagelijkse leiding in het gebied rond Shigatse en voor het opleiden van de toekomstige dalai lamas. De vorige reïncarnaties van Lobsang Chökyi Gyaltsen werden postuum benoemd tot pänchen lama.
Lobsang Chökyi Gyaltsen heeft veel boeddhistische geschriften nagelaten en heeft ook veel poëzie geschreven.
- Bibliothèque nationale de France: cb122383841 (data)
- CiNii: DA10154747
- Gemeinsame Normdatei: 118913638
- International Standard Name Identifier: 0000 0001 1655 0806
- Library of Congress Control Number: n85102857
- Nationale Bibliotheek van Tsjechië: ola2006340149
- Nationale Bibliotheek van Israël: 987007405194205171
- Nederlandse Thesaurus van Auteursnamen: 068278373
- Système universitaire de documentation: 091503787
- Virtual International Authority File: 61599768
- WorldCat: E39PBJjmWKBQKwTWX6vPWHqRKd